# 뇌척수막

뇌척수막

뇌척수막(腦脊髓膜, 영어: meninges) 또는 뇌막 (腦膜) 또는 수막(髓膜)은 두뇌와 중추신경계(CNS)를 둘러싸고 있는 그리고 척추관내에 둘러싸여 있는 3개의 막을 통틀어 가리키는 말이다. 뇌막과 척수막을 아울러 이른다. 척추측의 일부를 제외하고는 바깥쪽에 있는 뼈와 직접적으로 닿아있지는 않다. 뇌척수막은 세 개의 막으로 이루어져 있는데, '경막'(Dura mater), '거미막'(Arachnoid membrane), '연질막'(Pia mater)이라고 부른다. 이들을 통해 뇌척수막은 중추신경계를 보호하는 역할을 한다. 수막염은 이 부분에 바이러스나 세균 따위가 급성 감염을 일으키는 것을 말한다.

## 뇌막의 구조

### 경막
경막(硬膜, dura mater)은 뇌막의 가장 바깥쪽으로 두개골에 가장 근접한 부분이다. 경질막(硬質膜) 또는 경뇌막(硬腦膜, pachymeninges)이라고도 한다. 이 부분은 조밀한 섬유조직으로 두껍게 이루어져 있으며 두 층으로 이루어져 있다.
경막은 다시 또 바깥쪽의 ‘골막'(periosteum; periosteal layer)과 안쪽의  ‘속판'(meningeal layer)으로 구분된다. 뇌 뿐만 아니라 척수까지 싸고 있는 속판과는 달리 골막은 두개골 안쪽에 위치하여 뇌를 감싼다.  척수의 골막은 지방층에 의해 속판과 분리되어 있다.
경막은 정맥동(Venous sinus, 정맥혈을 모으는 곳)을 싸기 위해 분리되어야 하는 세 지점을 제외하고는 전부 단단히 결합되어 있다. 한편 안쪽 경막이 뇌의 안쪽으로 접혀 들어간 곳이 종종 있는데, 그 중 대뇌낫(falx cerebri)과 소뇌천막(tentorium cerebelli)은 대뇌로부터 소뇌를 분리해 준다.

### 거미막
거미막(arachnoid mater)은 경막보다 훨씬 얇다. 거미줄을 닮은 모양을 하고 있어서 이런 이름이 붙었으며, 지주막(蜘蛛膜) 또는 지망막(蜘網膜)이라고도 한다.
안쪽에 뇌척수액(CSF)로 가득 찬 넓은 공간이 있으며 거미막밑공간 (subarachnoid space, 지주막하강, 지주막하공간)이라고 부른다. 거미줄을 닮은 구조는 중추신경계를 충격으로부터 보호하는 역할을 한다.

### 연질막
연질막(軟質膜, pia mater, 연막)은 거미막과는 직접 닿아있지 않고(거미막 안에 지주막하강 공간이 있기 때문) 뇌와 척수와 직접적으로 닿아있는 매우 얇고 섬세한 층이다. 유막은 혈액공급이 풍부한 조직으로 유막을 흐르는 모세혈관들이 운반해온 영양분과 산소는 후에 뇌로 공급된다.
뇌막에서는 염증이 생기거나 뇌막의 혈관이 터지는 경우가 가끔 발생한다. 뇌막에 염증이 생기는 경우 (meningitis), 그 병균이나 바이러스가 뇌로 가면 치명적이기 때문에 CSF를 추출하여 검사한다. 뇌막의 혈관이 터지는 경우 (hematoma)는 어느 위치에서 터졌냐에 따라 이름이 다양한데(subdural hematoma, epidural hematoma 등) 이런 경우 피가 고여서 뇌막을 압박하여 뇌에 피해를 줄 수 있다. 그러나 이들의 경우 모두 드물게 발생하며 흔한 것은 아니다.

## 척수막
척수막(脊髓膜)은 척추강내 척수를 둘러싸고 있는 세 층의 섬유로 된 막. 바깥쪽부터 경질막(dura mater), 거미막(arachnoid mater), 연질막(pia mater)이 있으며 뇌를 싸는 뇌막으로 이어져 있다.
| |
| (예시) dura mater(경막),arachnoid mater(거미막),pia mater(연질막),subdural cavity(경질막밑공간,경막하강),subarachnoid cavity(거미막하강,지주막하공간),spinal nerve(척수신경),anterior root(앞뿌리신경절),posterior root(뒤뿌리신경절),spinal ganglion(척추신경절) |

## 같이 보기
- 뇌
- 척추강